# イハラケミカル工業
イハラケミカル工業株式会社（ - こうぎょう）は、かつて存在したJA系列の農薬の製造・販売を行っていた企業。
2017年5月1日に、クミアイ化学工業へ吸収合併され、解散した。

## 沿革
- 1965年 - イハラ農薬（現クミアイ化学工業）と日本曹達の共同出資により設立
- 1974年 - 東京証券取引所2部に上場
- 1979年 - 東京証券取引所1部へ指定替え
- 2017年（平成29年）5月 - クミアイ化学工業に吸収合併。

## 事業所
- 本社 - 東京都台東区（クミアイ化学工業株式会社ビルディング内）
- 静岡工場 - 静岡県富士市
- 研究所 - 静岡県富士市
- 上海事務所

## 主な製品

### 農薬原体
- 除草剤 - サターン、ヒエクリーン、ノミニー、ステイプル、ピリミスルファン
- 殺菌剤 - キタジンP、バシタック、フルピカ、マモロット
- 殺ダニ剤 - パノコン
- 植物成長調整剤 - ビビフル

### 化成品
- 有機中間体 - クロロトルエン、クロロベンジルクロライド、クロロベンゾトリクロライド、クロロベンズアルデヒド、クロロベンゾイルクロライド、クロロ安息香酸、フェノキシフェノール、トリフェニルホスフィン
- アミン硬化剤